# Liu Bingzhong

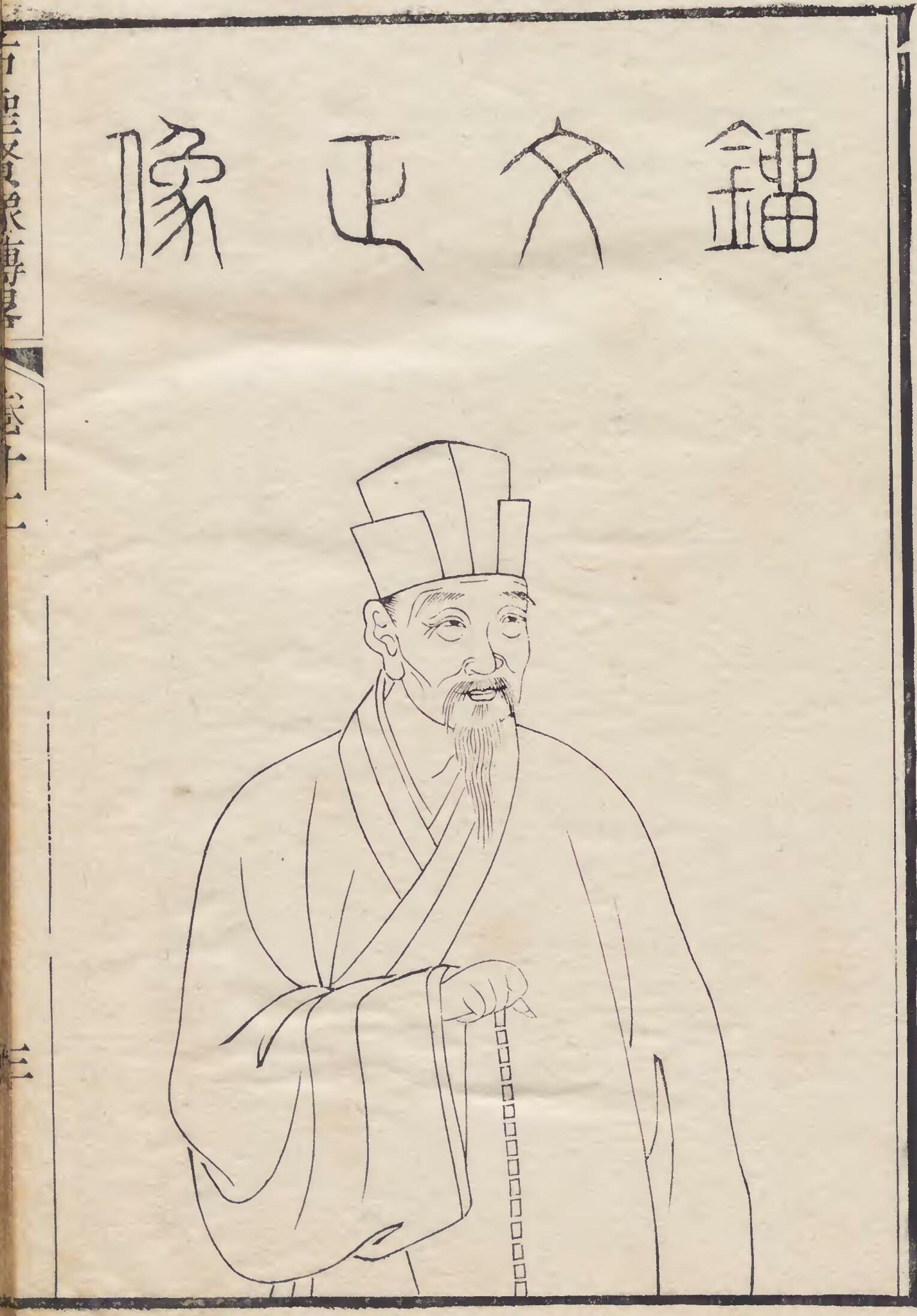
Liu Bingzhong

Liu Bingzhong (刘秉忠; Liú Bǐngzhōng), född 1216, död 1274 , var en kinesisk arkitekt och minister under Yuandynastin. Liu Bingzhong var på slutet av 1250-talet arkitekten för dynastins sommarhuvudstad Xanadu och på slutet av 1260-talet ritade han imperiets nya huvudstad Khanbalik (dagens Peking).
Liu Bingzhong var utbildad inom konfucianism, buddhism, daoism, astronomi och matematik. Han var under 30 år rådgivare till Khubilai khan.